# Pogonatum congolense
Pogonatum congolense là một loài Rêu trong họ Polytrichaceae. Loài này được Cardot miêu tả khoa học đầu tiên năm 1909.